# Mester Ákos
Mester (Messinger) Ákos (Budapest, 1940. július 19. –) magyar újságíró, műsorvezető, tanár. 

## Életpályája
Messinger Miklós (1911–1943) gyári tisztviselő és Márk Magdolna fia. 1964–1994 között a Magyar Rádió munkatársa volt mint riporter, műsorvezető, szerkesztő. 1971–1994 között a 168 Óra című rádióműsor egyik alapítója, felelős szerkesztője volt, de 1994 márciusában elbocsátották. 1982–1990 között a Magyar Televízió műsorvezetője volt. 1989 és 2016 között a 168 Óra című közéleti hírlap főszerkesztője. 19 évig az Újságíró Iskola műfajelmélet tanára volt.

## Családja
Felesége Pásztor Magdolna. Két gyermeke van; Mester Tamás (1970) és Mester Anett (1983).

## Műsorai

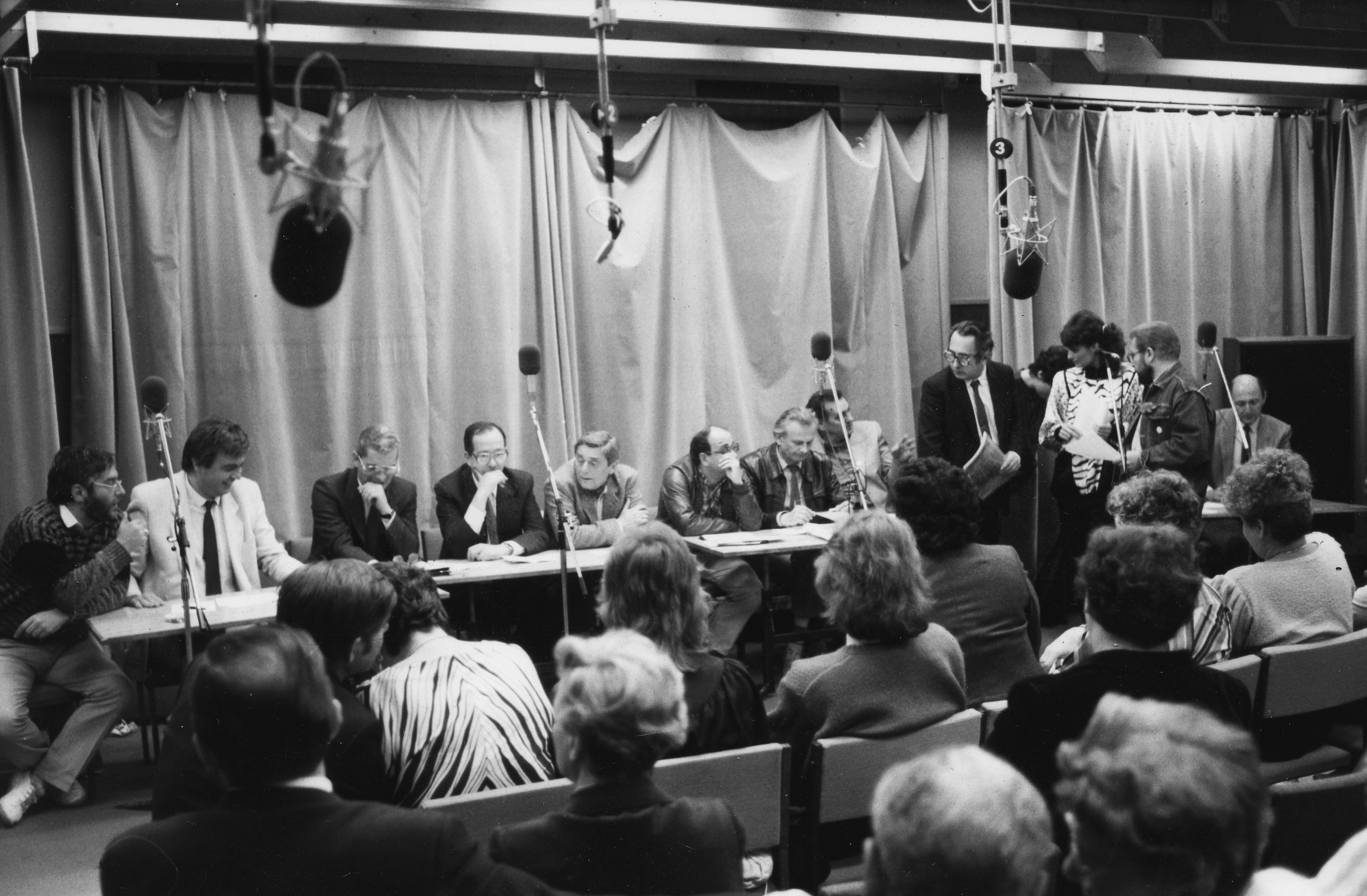
A 62 éves Rádió napja, humorfórumon (Verebes István, Pintér Dezső, Mécs Károly, Kulcsár István, Rapcsányi László, Rékai Gábor, Petress István, Marton Frigyes, Sebestyén János, Kondor Katalin, Győrffy Miklós, Mester Ákos)

- Húszas Stúdió (Magyar Rádió, hetvenes évek)
- Hírháttér (1983–1991)
- Exkluzív

### Botrány
1986-ban egy tévéműsorába a Magyar Posta vezérigazgatóját hívta meg különböző égető problémák tisztázására a beszélgetős székre, aki azonban nem jelent meg. Az egyenes adásban folyó műsorban Mester ekkor megállt az üres szék mellett, és bejelentette, hogy az illető nem jött el. Ezért a riportert egy évre letiltották a képernyőről.

## Művei
- Ritter Tibor–Mester Ákos: Az MSZMP 10. kongresszusáról jelentjük. 1192 műsorperc története; s.n., Budapest, 1971 (Műsormonográfiák)
- Mester Ákos–Vértes Csaba: Körmikrofon. A Rádió közéleti vitaműsora; RTV-Minerva, Budapest, 1979
- A beszélő újság. Információs magazinműsorok a rádióban; TK, Budapest, 1981 (Tanulmányok, beszámolók, jelentések Tömegkommunikációs Kutatóközpont)
- Ki ül a székbe? Tizenkét érdekes ember; IPV, Budapest, 1987
- Magánbeszélgetések közügyben; IPV, Budapest, 1989

## Díjai, elismerései
- Rózsa Ferenc-díj (1988)
- Joseph Pulitzer-emlékdíj (1991)
- Sajtószabadság-díj (1994)
- Sánta Kutya díj (2003)
- Radnóti Miklós antirasszista díj (2005)
- Táncsics Mihály-díj (2006)
- Bossányi Katalin-díj (2007)
- Joseph Pulitzer-emlékdíj (2018)